# Mano (langue)
Le mano est une langue mandée parlée au Liberia et en Guinée.

## Répartition géographique
Le mano est parlé au nord-est du Liberia dans le comté de Nimba et au sud-est de la Guinée dans les préfectures de Nzérékoré, Lola et Yomou. En 2012, le nombre totale de locuteurs est estimé à 305 000 personnes au Liberia et 85 000 personnes en Guinée.

## Écriture
Le mano est écrit avec l’alphabet latin. Il n’y a pas d’orthographe standardisée.
Plusieurs orthographes sont utilisées par la communauté mano, les missionnaires, le LIBTRALO, l’Église catholique, dont certaines découlent de l’Alphabet national guinéen.
| a | b | ɓ | d  | e | ɛ | f | g | gb | gw | i | k | kp | kw | l |
| m | n | ŋ | ŋw | ɲ | o | ɔ | p | s  | t  | u | v | w  | y  | z |

Khachaturyan, Carbo et Mamy (2022) notent les voyelles nasales à l’aide du tilde souscrit ‹ a̰, ɛ̰, ḭ, ɔ̰, ṵ › tandis que d’autres orthographes utilisent le tilde suscrit sur la voyelle ‹ ã, ɛ̃, ĩ, ɔ̃, ũ › et d’autres font suivre la voyelle par la lettre n ‹ an, ɛn, in, ɔn, un ›.

## Prononciation
|             | Antérieures | Centrales | Postérieures |
| ----------- | ----------- | --------- | ------------ |
| Fermées     | i ĩ         |           | u ũ          |
| Mi-fermées  | e           |           | o            |
| Mi-ouvertes | ɛ ɛ̃         |           | ɔ ɔ̃          |
| Ouvertes    |             | a ã       |              |

|            | Bilabiales | Bilabiales | Alvéolaires | Alvéolaires | Palatales | Palatales | Vélaires | Vélaires | Vélaires labialisées | Vélaires labialisées | Labio-vélaires | Labio-vélaires |
| ---------- | ---------- | ---------- | ----------- | ----------- | --------- | --------- | -------- | -------- | -------------------- | -------------------- | -------------- | -------------- |
| Implosives | ɓ          | ɓ          |             |             |           |           |          |          |                      |                      |                |                |
| Occlusives | p          | b          | t           | d           |           |           | k        | ɡ        | kʷ                   | ɡʷ                   | k͡p             | ɡ͡b             |
| Nasales    | m          | m          | n           | n           | ɲ         | ɲ         | ŋ        | ŋ        | w̃                    | w̃                    |                |                |
| Fricatives | v          | v          | z           | z           |           |           |          |          |                      |                      |                |                |
| Latérales  | w          | w          | l           | l           | j         | j         |          |          |                      |                      |                |                |